# ميدان ألكسندر في برلين
ميدان ألكسندر في برلين (بالألمانية: Berlin Alexanderplatz) هي رواية للكاتب والروائي الألماني ألفرد دوبلن نشرت للمرة الأولى في عام 1929.
ترجم الرواية إلى العربية صلاح حاتم بعنوان "برلين - ساحة أكسندر"، وصدرت الترجمة عن الهيئة السورية العامة لكتاب.

## وصلات خارجية
- ميدان ألكسندر في برلين على موقع الموسوعة البريطانية (الإنجليزية)
- ميدان ألكساندر في برلين، على كتب جوجل.
- ميدان أليكسندر في برلين، على مكتبة جامعة هارفارد.
- ميدان أليكسندر في برلين، على مكتبة جامعة ميشيغان.
- ميدان أليكسندر في برلين، على مكتبة جامعة كورنيل.
- ميدان أليكسندر في برلين، على مكتبة جامعة ويسكونسن-ماديسون.
- ميدان أليكسندر في برلين، على Open library.
- ميدان أليكسندر في برلين، على Freebase.